# Diores triangulifer
Diores triangulifer är en spindelart som beskrevs av Simon 1910. Diores triangulifer ingår i släktet Diores och familjen Zodariidae. Inga underarter finns listade i Catalogue of Life.